# Csingtao ostroma
Csingtao ostroma 1914. október 31. és november 7. között zajlott le, amikor az első világháború kitörése után Japán és Nagy-Britannia megszállta Németország kínai koncessziós területének adminisztratív és katonai központját, Csingtao városát. A nyolcnapos ostrom a hatszoros túlerőben levő japán-brit erők győzelmét hozta.

## Előzmények
Az 1870-es egyesülése után Németország igyekezett Európán kívül is nagyhatalmi politikát folytatni és világszerte gyarmatokat szerezni. 1897-ben két német misszionáriust meggyilkoltak Kínában és a német kormány az esetet kihasználva nyomást gyakorolt a pekingi udvarra és Santung tartományban a Kiaocsou-öböl bejáratánál 99 évre koncesszióba vett egy 550 km²-es területet. A német birtok központjává Csingtao városát tették meg (amely addig gyakorlatilag csak egy halászfalu és félbehagyott kínai támaszpont volt), amit kellőképpen kiépítettek, vasutat és szénbányákat létesítettek és itt helyezték el a csendes-óceáni német birtokok biztonságát óvó kelet-ázsiai hajóraj flottabázisát is. 

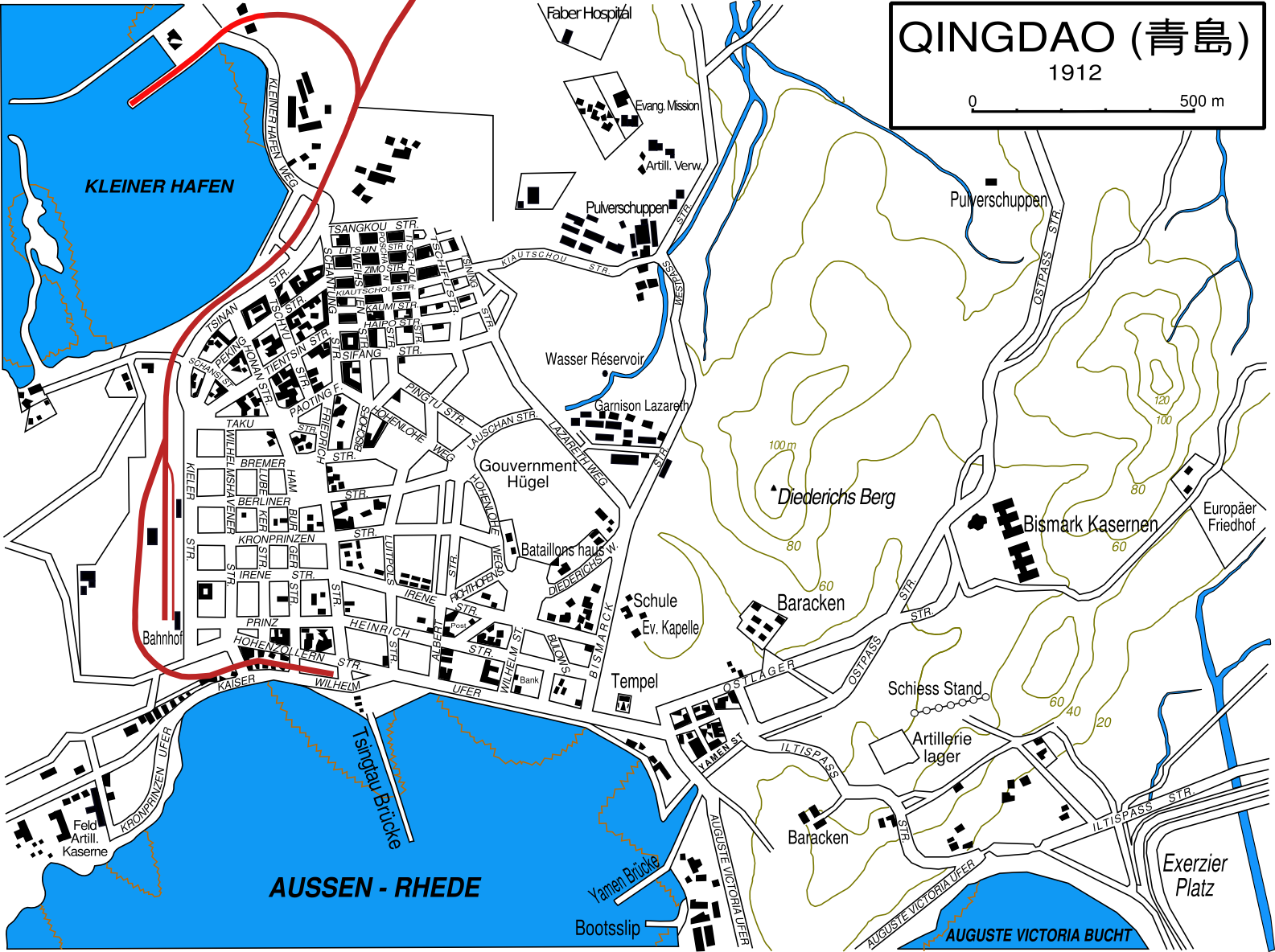
Csingtao városa és védelmi vonalai

Nagy-Britannia nem nézte jó szemmel az újabb versenytárs megjelenését Kínában és ugyancsak a Santung-félszigeten, annak északi partvidékén bérletbe vette Vejhajvejt; ezenkívül a térségben volt az orosz fennhatóság alatt lévő Port Arthur is. Az angolok helyzetét tovább erősítette, hogy jó viszonyt ápoltak a Kelet-Ázsiában terjeszkedni kívánó Japán Császársággal is. Japán a nyugati hatalmak mintájára saját gyarmatbirodalmat kívánt létrehozni és Korea megszállásával megvetette lábát az ázsiai kontinensen. Fő ellenfelüknek Oroszországot tartották és ezért 1902-ben katonai szövetséget kötöttek Nagy-Britanniával. Az 1904-1905-ös orosz–japán háború bebizonyította, hogy Japán hasznos szövetséges, így japán-angol katonai szerződés életben volt az első világháború 1914-es kitörésekor is.
1914. augusztus 4-én Nagy-Britannia hadat üzent Németországnak és a konfliktusban Japán segítségét kérte. Augusztus 15-én a japán kormány ultimátumot intézett Németországhoz, melyben azt követelte, hogy vonják vissza hadihajóikat a japán és kínai vizekről és adják át Csingtao kikötőjét Japánnak. Másnap Kamio Micuomi, a 18. gyalogoshadosztály parancsnoka felszólítást kapott, hogy készítse fel erőit Csingtao elfoglalására. Az ultimátum 23-án lejárt, ami után Japán hadat üzent a Német Császárságnak.
A világháború kitörésekor a német kelet-ázsiai hajóraj egységei az óceánon szétszórva járőrfeladatokat láttak el. Parancsnokuk, Maximilian von Spee altengernagy a Mariana-szigetekhez hívta össze a csendes-óceáni flottát, amely csak 2 páncélos cirkálóból és 4 könnyűcirkálóból állt, ezért nem remélhette, hogy sikerrel tud ellenállni a brit és japán flottának. Egy könnyűcirkálót, az SMS Emdent az Indiai-óceánra küldtek, az antant szállítási útvonalainak zavarására, a többi hajó pedig a Csendes-óceánt átszelve hazaindult Európába. Dél-Amerika nyugati partjainál elsüllyesztettek két brit cirkálót a coroneli csatában, de a Falkland-szigeteknél az angolok döntő győzelmet arattak a német hajóraj fölött. 

## Csingtao védművei
A külföldiek ellen is irányuló bokszerlázadás miatt a németek jól megerősítették a koncessziós terület fővárosát. A város és a kikötő egy félsziget végén helyezkedett el, annak nagyobbik részétől meredek dombok választották el, amelyek egyben természetes védvonalat is alkottak Kaiserstuhltól a Litsuneri magaslatig. Összesen három védvonalat építettek ki, a legutolsó 200 méternyire volt magától a várostól. A vonalakat árokrendszerrel és ütegekkel kellőképpen megerősítették.
Megerősítették Csingtao tenger felőli védelmét is, a kikötő bejáratát elaknásították, a part mentén négy partvédelmi üteget és öt sáncerődöt állítottak fel. Az erődítmények jól el voltak látva legénységgel és haditechnikával, bár utóbbiak egy része elavult kínai üteg volt.

## Felkészülés

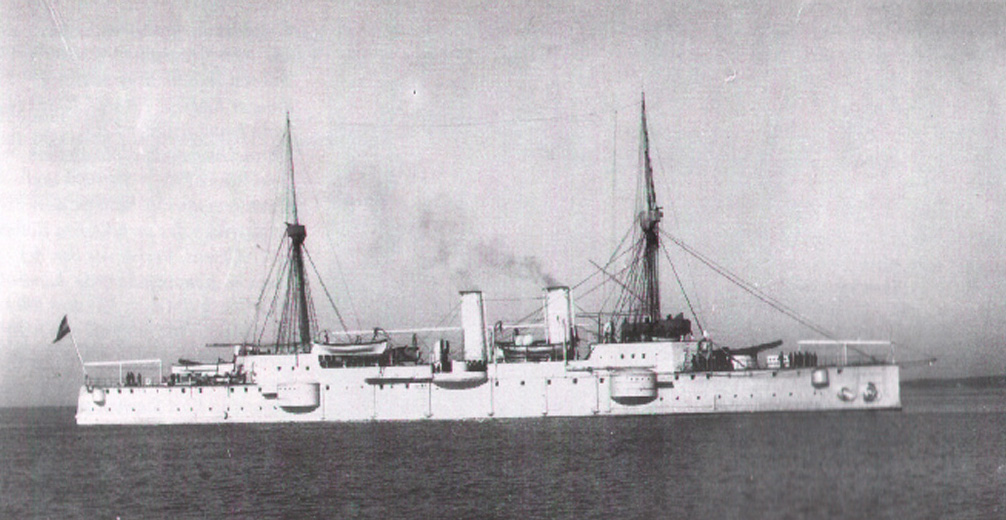
Az SMS Kaiserin Elisabeth

Augusztus 27-én Szadakicsi Kato altengernagy a Szuvo pre-dreadnought vezette kontingensével blokád alá vette Kiacsou partvidékét. Nagy-Britannia két hadihajóval, a HMS Usk rombolóval és a pre-dreadnought HMS Triumph-fal segítette szövetségesét; utóbbit a német parti ütegek megrongálták. A blokád javarészt elavult hajókból állt, de volt néhány újabb építésű is közöttük, mint a Kavacsi és Szettszu dreadnoughtok, a Kongó és Hiei csatacirkálók és a Vakamija hidroplán-hordozó. A hordozó repülőgépei a világon elsőként támadtak hajóról szárazföldi és tengeri célpontokat és szintén elsőként hajtottak végre éjszakai bombázást.
A fő támadóerő a 18. gyalogoshadosztály volt, amely szeptember 2-ától kezdődően 23 ezer emberrel és 142 üteggel szállt partra Lungkou mellett. A viharos, esős időjárás és a helyi árvizek miatt a kontingens későbbi része a Laosan-öbölnél ért partot, kb. 30 km-re keletre Csingtaótól. Kína tiltakozott semlegessége megsértése miatt, de nem avatkozott közbe.
A britek nem bíztak meg teljesen szövetségeseikben, ezért ők is küldtek csapatokat (bár inkább csak szimbolikus mértékben) az ostromhoz. Nathaniel Walter Barnardiston vezetésével előbb ezer katonát küldtek, a South Wales Borderers 2. zászlóalját; később kiegészítették 500 indiaival a 36. szikh ezredből. 

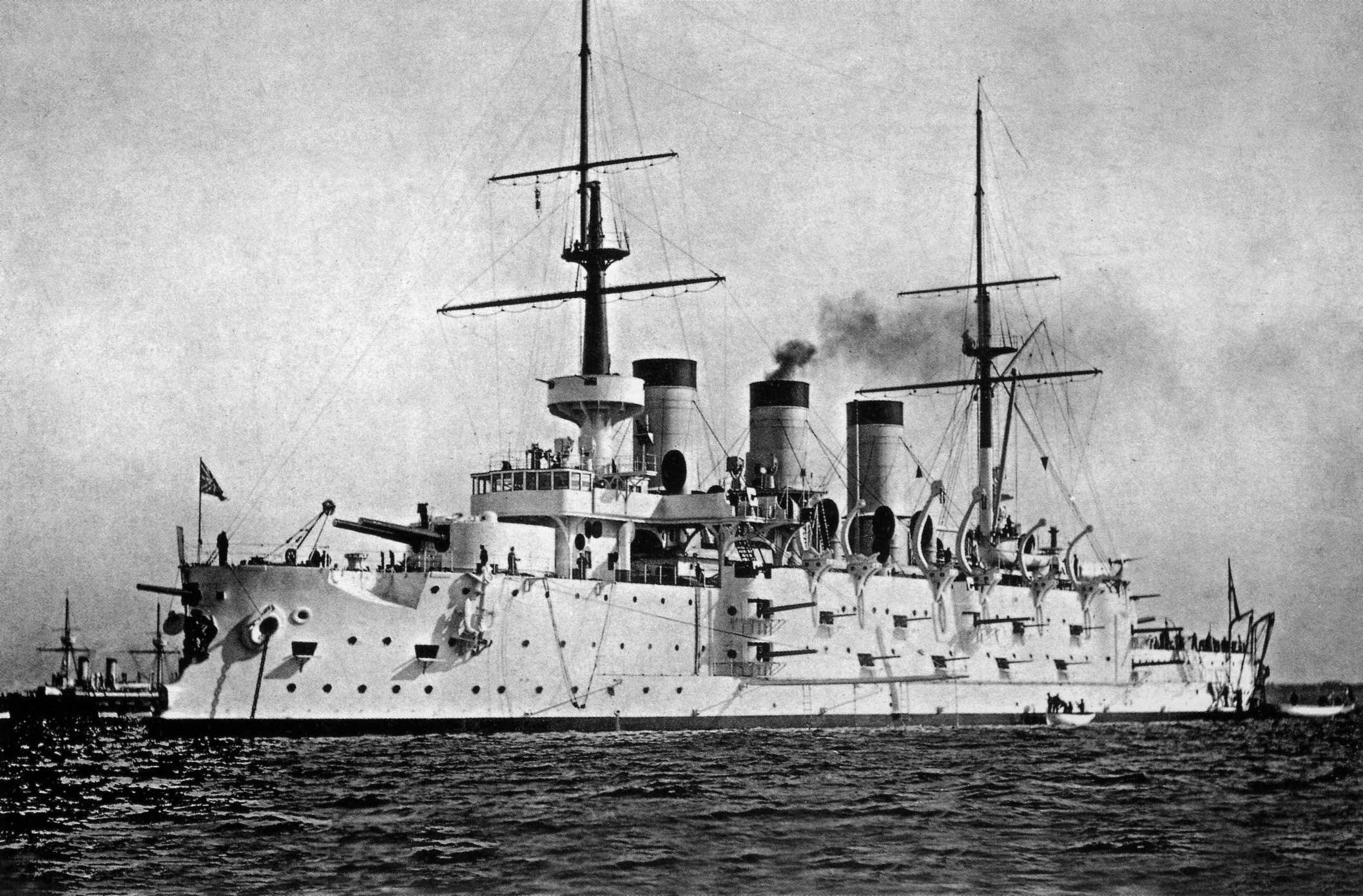
A japán flotta zászlóshajója, a Szuvo

A németek a gyarmat valamennyi katonaságát Csingtaóban összpontosították. Vilmos császár rendkívül fontosnak nevezte a koncessziós terület megvédését, ahogyan mondta "... nagyobb szégyen lenne odaadni Csingtaót a japánoknak, mint Berlint az oroszoknak."
A német garnizont Alfred Meyer-Waldeck tengerészkapitány és kormányzó parancsnokolta. Összesen csak 3625 ember állt a rendelkezésére: a  III. Seebataillon tengerészgyalogosai és haditengerészek, köztük az SMS Kaiserin Elisabeth cirkáló magyar hajósai. Az elavult és nagy szénfogyasztású cirkáló a háború kitörésekor Csingtaóban rekedt és mivel sebessége elmaradt a modernebb hajókétól, von Spee nem vitte magával Európába tartó útján. Ezenkívül az S90 torpedónaszád és négy ágyúnaszád, az Iltis, Jaguar, Tiger és Luchs állt a védők rendelkezésére. Augusztus 22-én a kínai partok mentén járőröző HMS Kennet romboló rátámadt az S90-re, amelyik menekülés közben kétszer eltalálta ellenfelét és amikor a parti ütegek lőtávolába értek, a Kenneth visszavonult. Szeptember 2-án a Jaguar elsüllyesztette a viharban megfeneklett japán Sirotaje rombolót. 

## Az ostrom

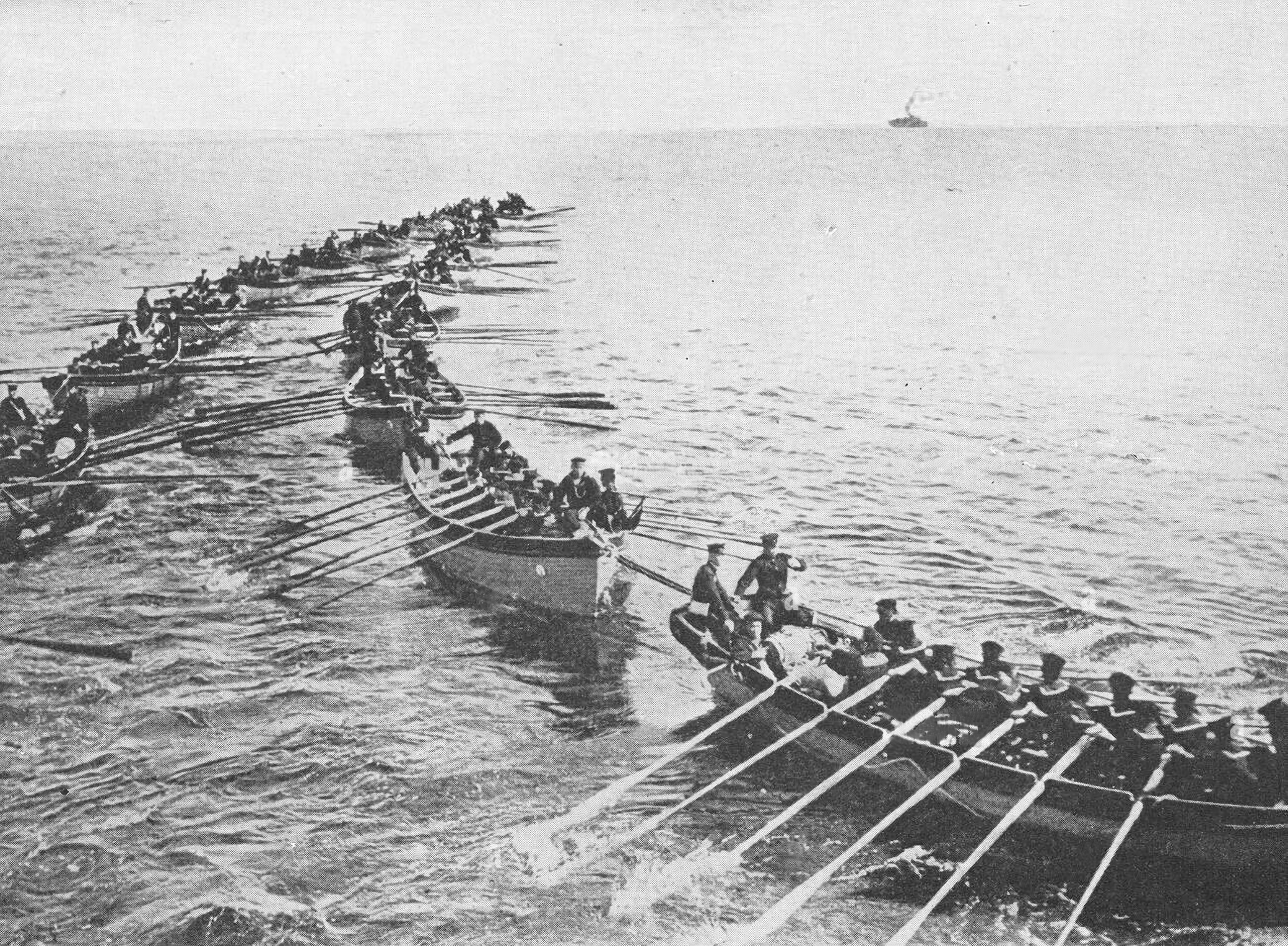
Japán partraszállás Csingtaónál

A japán csapatok közeledtére a német parancsnok visszavonta embereit a két külső védvonalból, a városmenti dombokon húzódó belső védelmi körbe koncentrálva erőit.
Szeptember 5-én egy japán felderítő repülőgép jelentette, hogy a német kelet-ázsiai flotta cirkálói nincsenek Csingtao kikötőjében, mire a flotta visszavonta a blokádból nehezebb hajóit. Másnap, a történelem első hajó elleni légitámadásként, a Vakamijáról felszálló hidroplán a Kaiserin Elisabethet és a Jaguart próbálta bombázni, de nem járt sikerrel. Az ostrom korai szakaszában a Kaiserin Elisabeth és a Jaguar sikertelenül próbálta támadni a blokád hajóit, ezután pedig a cirkáló 15 cm-es és 4,7 cm-es ágyúit leszerelték és a parton állították fel őket. A legénység a város szárazföldi védelmében segédkezett. Szeptember 13-án az előrenyomuló japánok lovastámadást intéztek a német utóvéd ellen, amit azok feladtak és visszavonultak. A japánok ezután elfoglalták a santungi és kiaucsoui vasútvonalat. A kezdeti csatározások után a romló időjárási viszonyok miatt Kamio tábornok úgy döntött, hogy nem kockáztat és megvárja a második szakaszban partraszálló erősítést. 

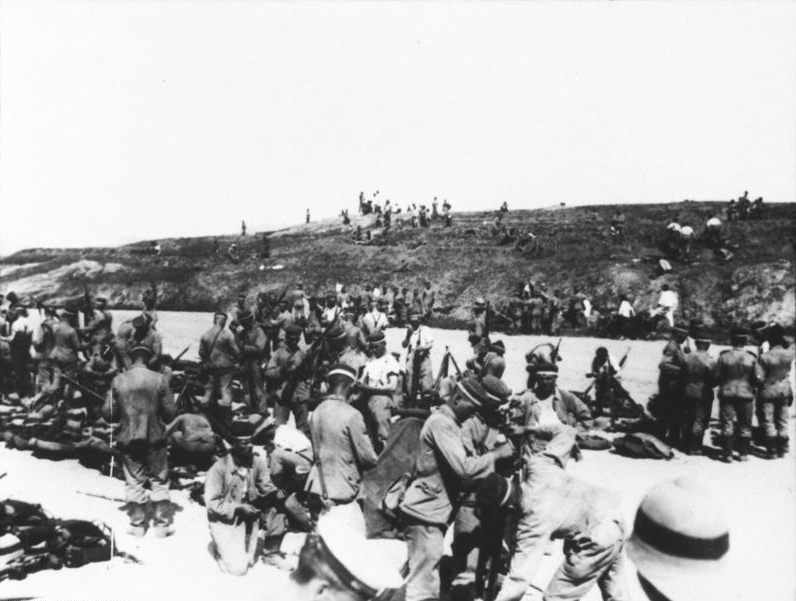
A német védvonal

Október 17-én az S-90 torpedónaszád átcsúszott a kikötőzáron és egyetlen torpedóval elsüllyesztette a Takacsiho könnyűcirkálót, 271 japán tengerész halálát okozva. A naszádnak azonban kifogyott az üzemanyaga és nem tudott visszamenni a kikötőbe, ezért legénysége elsüllyesztette.
A japán tüzérség október 31-én kezdte el lőni a német védműveket, emellett – akárcsak kilenc évvel korábban Port Arthurnál – párhuzamos lövészárokrendszert kezdtek ásni. Nagy, 11 hüvelyk (28 cm) kaliberű tarackjaikból és hajóágyúikból folyamatos tűz alatt tartották a német állásokat és ennek védelmében hatoltak egyre előrébb a lövészárkaikban. 100 üteg részvételével hét napon folyt a tüzelés, minden ágyú naponta 80 gránátot lőtt ki. A németeknek is voltak nehézütegeik a kikötőben, ahonnan el tudták érni az előrenyomuló ellenséget, de hamarosan kifogytak a munícióból.
A németeknek rendelkezésükre állt egy Etrich Taube típusú aeroplán, mellyel a későbbi neves felfedező és pilóta, Gunther Plüschow hadnagy végzett felderítő repüléseket (egy másik Taube már az ostrom kezdetekor lezuhant) és a pilóta állítása szerint egy alkalommal pisztolyával lelőtte a japánok egyik Farman MF.7 repülőgépét. A kormányzó az utolsó jelentését Plüschowra bízta, aki egy nappal a megadás előtt, november 6-án átrepülte a japánok állásait és miután kényszerleszállást hajtott végre egy rizsföldön, a kínai hatóságok segítségével az Egyesült Államokon keresztül próbált hazajutni. 

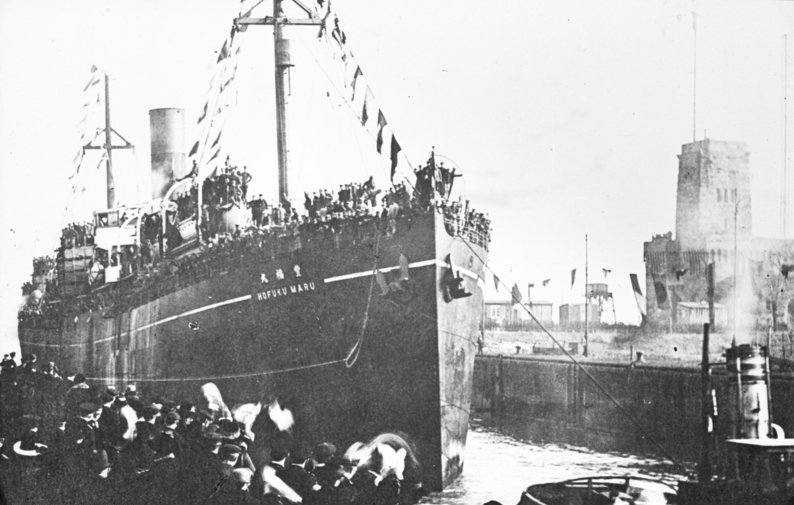
Német hadifoglyok hazaérkezése Japánból, 1920-ban

November 6-án este a japánok több hullámban rohamra indultak az legbelső, harmadik védvonal ellen és kiszorították onnan a védőket. Másnap reggel a németek tárgyalni kezdtek a megadás feltételeiről. A japán-brit csapatok formálisan november 16-án vették birtokukba a várost. Az ostrom során a japánok 236 halottat és 1282 sebesültet, a britek 12 halottat és 53 sebesültet, a védők pedig 199 halottat és 504 sebesültet veszítettek.
Csingtao védői a teljes tengeri blokád, a folyamatos ágyúzás és a hatszoros túlerő ellenében a végsőkig kitartottak, így nem érezték szégyennek a megadást. A helyőrség felsorakozva várta a japánok bevonulását, de a britek érkezésekor hátat fordítottak nekik. A német és magyar halottakat helyben eltemették, a többieket  – összesen 3600 főt, köztük 56 magyar matrózt és két tisztet – Japánba szállították fogolytáborokba, ahol jól és tisztelettel bántak velük. Egészen a versailles-i béke 1919-es aláírásáig internálva maradtak és technikai nehézségek miatt csak 1920-ban térhettek haza. 170-en a háború után is Japánban maradtak.

## Fordítás
- Ez a szócikk részben vagy egészben  a   Siege of Tsingtao című angol Wikipédia-szócikk ezen változatának fordításán alapul.  Az eredeti cikk szerkesztőit annak laptörténete sorolja fel. Ez a jelzés csupán a megfogalmazás eredetét és a szerzői jogokat jelzi, nem szolgál a cikkben szereplő információk forrásmegjelöléseként.